# 성한국
성한국(成漢國, 1963년 11월 19일~)은 대한민국의 배드민턴 선수 출신 배드민턴 지도자로, 1986년 아시안 게임에 남자단체전에서 금메달을 획득했다.